# Alex Schlopy
Alex Schlopy (ur. 25 lipca 1992 w Park City) – amerykański narciarz dowolny. Specjalizuje się w konkurencjach slopestyle i big air. Mistrz świata w konkurencji slopestyle, tytuł ten wywalczył podczas mistrzostw świata w Deer Valley w 2011 roku. Poza tym jest także złotym medalistą Winter X-Games 2011 w konkurencji big air.
Matką Alexa Schlopy’ego jest Holly Flanders, amerykańska narciarka alpejska zwyciężczyni trzech zawodów Pucharu Świata, uczestniczka igrzysk olimpijskich w Lake Placid w 1980 roku.

## Osiągnięcia

### Mistrzostwa świata
| Miejsce | Dzień    | Rok  | Miejscowość | Konkurencja | Zwycięzca       |
| ------- | -------- | ---- | ----------- | ----------- | --------------- |
| 1.      | 3 lutego | 2011 | Park City   | Slopestyle  | -               |
| 10.     | 9 marca  | 2013 | Voss        | Slopestyle  | Thomas Wallisch |

### Puchar Świata

#### Miejsca w klasyfikacji generalnej
- sezon 2012/2013: 137.
- sezon 2013/2014: 121.
- sezon 2014/2015: 143.

#### Miejsca na podium
Schlopy nigdy nie stanął na podium zawodów PŚ.